# Падеріно (Далматовський район)
Паде́ріно (рос. Падерино) — село у складі Далматовського району Курганської області, Росія. Входить до складу Тамакульської сільської ради.
Населення — 75 осіб (2010, 119 у 2002).
Національний склад станом на 2002 рік: росіяни — 70 %, казахи — 28 %.